# Bombardement du palais de l'Indépendance
Le bombardement du palais de l'Indépendance désigne un attentat et une tentative de coup d'État contre le palais de l'indépendance (désormais palais de la réunification) à Saïgon (désormais Hô Chi Minh-Ville) en 1962. Ce siège du pouvoir sud-vietnamien est en effet victime d'une attaque aérienne le 27 février 1962 par deux pilotes dissidents de la République du Viêt Nam : le sous-lieutenant Nguyễn Văn Cử (en) et le premier lieutenant Phạm Phú Quốc (en). Les pilotes prennent pour cible ce palais qui est la résidence officielle du président du Sud-Viêt Nam, dans le but d'assassiner le président Ngô Đình Diệm et les membres de sa famille proche, qui servent de conseillers politiques.
Une des bombes pénètre dans une pièce de l'aile ouest du palais où Diệm est présent mais n'explose pas, ce qui conduit le président à affirmer qu'il dispose d'une protection « divine ». À l'exception de la belle-sœur de Diệm qui est blessée, la famille Ngô est indemne. Cependant, trois membres du personnel du palais sont morts et 30 sont blessés dans l'attentat.
Les pilotes revendiquent leur tentative d'assassinat en réponse au régime autocratique de Diệm, dans lequel il se concentre davantage sur son maintien au pouvoir que sur la confrontation avec le Front national de libération du Sud Viêt Nam (Việt Cộng), une guérilla marxiste-léniniste qui menace de renverser le gouvernement sud-vietnamien. Cử et Quốc espéraient que la frappe aérienne exposerait la vulnérabilité de Diệm et déclencherait un soulèvement général, mais cela ne s'est pas concrétisé : l'attentat manquant notamment sa cible principale.
Après l'attentat, Cử s'échappe au Cambodge, mais Quốc est arrêté et emprisonné.
Dans la foulée de l'attentat, Diệm devient hostile à la présence américaine au Sud Viêt Nam et introduit de nouvelles restrictions sur la liberté de la presse et l'association politique. Les médias de l'époque spéculent sur le fait que les États-Unis utiliseraient l'incident pour justifier le déploiement de troupes de combat au Sud Viêt Nam mais il n'en est rien. Sur le plan intérieur, l'attentat aurait augmenté la défiance des officiers contre Diệm.